# Liste der Kulturdenkmäler in Arzfeld
In der Liste der Kulturdenkmäler in Arzfeld sind alle Kulturdenkmäler der rheinland-pfälzischen Ortsgemeinde Arzfeld einschließlich des Ortsteils Hölzchen aufgeführt. In den Ortsteilen Halenbach, Hickeshausen und Neurath sind keine Kulturdenkmäler ausgewiesen. Grundlage ist die Denkmalliste des Landes Rheinland-Pfalz (Stand: 27. Juni 2022).

## Einzeldenkmäler
| Bezeichnung                                 | Lage                                                    | Baujahr                  | Beschreibung | Bild                           |
| ------------------------------------------- | ------------------------------------------------------- | ------------------------ | --- | ------------------------------ |
| Wegekapelle                                 | Arzfeld, Hauptstraße, Ecke Luxemburger Straße Lage      | 1899                     | Wegekapelle; nachbarocker Putzbau mit Dachreiter, bezeichnet 1899; in der Westwand Wegekreuz, bezeichnet 1857 | weitere Bilder Fotos hochladen |
| Katholische Pfarrkirche St. Maria Magdalena | Arzfeld, Schulstraße 1 Lage                             | 15. oder 16. Jahrhundert | spätgotischer Bruchsteinbau, Erweiterung durch Querbau und Aufstockung des Westturms, 1911, Architekt Peter Marx, Trier; mit Ausstattung; auf dem Kirchhof Denkmal für die Streiter des sogenannten Klöppelkriegs, Granitquaderwand, reliefierte Metallplatte, 1908; vor der Ostwand der Kirche Schiefer-Grabkreuze, 18. und 19. Jahrhundert | weitere Bilder Fotos hochladen |
| Bahnhof Arzfeld                             | Arzfeld, Zum Bahnhof 2 Lage                             | 1907                     | Bahnhofsbauten in ländlichem Stil, Fachwerk-Güterschuppen, 1907; bauliche Gesamtanlage | weitere Bilder Fotos hochladen |
| Wegekreuz                                   | Arzfeld, südlich des Ortes an einem Wirtschaftsweg Lage | spätes 19. Jahrhundert   | Wegekreuz, aufwändige neugotische Stele, wohl aus dem späten 19. Jahrhundert | BW                             |
| Katholische Filialkirche St. Lucia          | Hölzchen, Nr. 4 Lage                                    | 15. Jahrhundert          | zweiachsiger Saalbau mit Chorturm, spätestens aus dem 15. Jahrhundert | weitere Bilder Fotos hochladen |